# Pseudomyrmex urbanus
Pseudomyrmex urbanus es una especie de hormiga del género Pseudomyrmex, subfamilia Pseudomyrmecinae. Esta especie fue descrita científicamente por Smith en 1877.

## Distribución
Se encuentra en Argentina, Bolivia, Brasil, Colombia, Costa Rica, Ecuador, Guayana Francesa, Guyana, Panamá, Paraguay, Perú, Surinam, Trinidad y Tobago y Venezuela.